# São Miguel de Lobrigos
São Miguel de Lobrigos is een plaats (freguesia) in de Portugese gemeente Santa Marta de Penaguião en telt 1327 inwoners (2001).